# No Time to Die
«No Time to Die» (с англ. — «Не время умирать») — песня Билли Айлиш, вышедшая 13 февраля 2020 года в качестве главной темы фильма «Не время умирать» из серии фильмов о Джеймсе Бонде.
Песня была написана Айлиш и её братом Финнеасом О’Коннеллом в домашней студии. Айлиш стала самым молодым исполнителем заглавной темы за всю историю Бондианы, на момент выхода песни певице было 18 лет.
Сингл «No Time to Die» дебютировал на первом месте в британском хит-параде UK Singles Chart и в Irish Singles Chart. Он стал первым для Айлиш чарттоппером в Великобритании и сделал её первым исполнителем, рождённым в XXI столетии во главе чарта. Кроме того, эта песня стала первой темой фильмов о Бонде на первом месте, исполненной женщиной и лишь второй в сумме после лидерства Сэма Смита («Writing's On The Wall» в 2015 году). Из певиц близки к вершине были Адель (№ 2, «Skyfall» в 2012 году) и Мадонна (№ 3, «Die Another Day» в 2002 году).
«No Time to Die» получил все четыре главные киномузыкальные награды, в том числе премию «Грэмми» за лучшую песню, написанную для визуальных медиа, премию «Золотой глобус» за лучшую оригинальную песню, премию «Выбор критиков» за лучшую песню и премию «Оскар» за лучшую оригинальную песню, что делает её третьей награждённой темой Бонда подряд (после «Skyfall» в 2013 году и «Writing's on the Wall» в 2016 году).

## История
Айлиш была объявлена исполнителем основной песни для 25-го фильма во франшизе про Джеймса Бонда в январе 2020 года, первоначально через официальный аккаунт фильма в Твиттере. Айлиш назвала эту возможность «огромной честью», а О’Коннелл сказал, что «им так повезло сыграть небольшую роль в такой легендарной франшизе». Режиссёр фильма «Не время умирать» Кэри Дзёдзи Фукунага назвал себя поклонником дуэта, а продюсеры фильма Майкл Дж. Уилсон и Барбара Брокколи сказали, что песня «создана безупречно». На 92-й церемонии вручения премии Оскар Айлиш сообщила, что эта баллада была уже записана.
Благодаря этой песне Айлиш стала самым молодым исполнителем заглавной темы за всю историю Бондианы. Ранее самой молодой была певица Шина Истон, которой в 1981 году при записи трека «For Your Eyes Only» было 22 года. Теперь Айлиш вступила в ряды таких знаменитых исполнителей Бондианы как Пол Маккартни (1973, «Live And Let Die»), Ширли Бэсси (1964, «Goldfinger»), Том Джонс (1965, «Thunderball»), Луи Армстронг (1969, «We Have All The Time In The World»), Duran Duran (1985, «A View To A Kill»), Тина Тёрнер (1995, «GoldenEye»), Мадонна (2002, «Die Another Day»), Адель (2012, «Skyfall») и других. На момент выхода песни «No Time to Die» Билли было 18 лет.

## Концертные исполнения
18 февраля 2020 года Айлиш впервые исполнила песню вживую на 40-й официальной церемонии BRIT Awards в Лондоне, где получила одну из наград. Ей аккомпанировали Финнеас О’Коннелл (фортепиано), Джонни Марр (гитара) и Ханс Циммер (клавишные).

## Музыка
«No Time to Die» описана как баллада. По мнению Ройзин О’Коннор из газеты The Independent в песне «представлены классические элементы самых запоминающихся тем Бондианы, в том числе замедленное исполнение; тёмная, трепещущая тема; драматическая оркестровка».
Кэсси да Коста из издания The Daily Beast написала, что песня «начинается с угрюмой, атмосферной фортепианной музыки до того, как альт-вибрато Билли подкрадывается к гнетущим, но смутным высказываниям о любви, потере и жестокости».
В песне представлены оркестровые аранжировки немецкого кинокомпозитора Ханса Циммера, а также гитара Джонни Марра (из британской группы The Smiths).

## Отзывы
Композиция «No Time to Die» получила как смешанные, так и положительные отзывы музыкальных экспертов и обозревателей. Кэсси да Коста из издания The Daily Beast написала, что трек «не на уровне песен „Goldfinger“ (1964) в исполнении Ширли Бэсси или „You Only Live Twice“ (1967) в исполнении Нэнси Синатры». Она добавила, что «это, конечно, не лучшая Айлиш, но в последнее время вселенная Бонда была полностью обеспечена достаточно хорошим качеством [музыки]». Алекса Кэмп из журнала Slant Magazine считает, что «пышный, мрачный кинематографический трек соответствует темам прошлых серий франшизы про 007». Алексис Петридис из газеты The Guardian дал в целом положительный отзыв, утверждая, что «„No Time to Die“ является хорошим и трогательным дополнением к общему канону темы Бондианы».
Ройзин О’Коннор из газеты The Independent написала, что фанаты сравнивают эту песню с «Diamonds Are Forever» (1971) в исполнении Ширли Бэсси и с «Skyfall» (2012) певицы Адели.
Марина Иванова из газеты «Известия» в своей статье, названной «Шепчущая Бондиана», назвала «No Time to Die» «самой невокальной песней об агенте 007», хотя и отметила, что фанаты Айлиш считают трек «просто шедевром мелодичности и поэтичности».

## Признание
На прошедшей 14 марта 2021 года 63-й ежегодной церемонии вручения наград «Грэмми» песня была удостоена премии «Грэмми» в категории «За лучшую песню, написанную для визуальных медиа».
27 марта 2022 года песня получила премию Оскар в категории Лучшая песня к фильму.

### Награды и номинации
| Организация                                              | Дата церемонии  | Категория                                                                                     | Результат | Ссылка |
| -------------------------------------------------------- | --------------- | --------------------------------------------------------------------------------------------- | --------- | ------ |
| Academy Awards                                           | 27 марта 2022   | Лучшая песня к фильму                                                                         | Победа    | [ 22 ] |
| Capri Hollywood International Film Festival              | 3 января 2022   | Лучшая оригинальная песня                                                                     | Победа    | [ 23 ] |
| Chicago Indie Critics Awards                             | 8 января 2022   | Лучшая оригинальная песня                                                                     | Победа    | [ 24 ] |
| Critics Association of Central Florida Awards            | 7 января 2022   | Лучшая оригинальная песня                                                                     | Победа    | [ 25 ] |
| Critics' Choice Movie Awards                             | 13 марта 2022   | Лучшая песня                                                                                  | Победа    | [ 26 ] |
| Denver Film Critics Society Awards                       | 17 января 2022  | Лучшая оригинальная песня                                                                     | Победа    | [ 27 ] |
| Georgia Film Critics Association Awards                  | 14 января 2022  | Лучшая оригинальная песня                                                                     | Победа    | [ 28 ] |
| Gold Derby Awards                                        | 16 марта 2022   | Лучшая оригинальная песня                                                                     | Победа    | [ 29 ] |
| Golden Globe Awards                                      | 9 января 2022   | Лучшая оригинальная песня                                                                     | Победа    | [ 30 ] |
| Grammy Awards                                            | 14 марта 2021   | Лучшая песня, написанная для визуальных медиа                                                 | Победа    | [ 31 ] |
| Hawaii Film Critics Society Awards                       | 13 января 2022  | Лучшая песня                                                                                  | Победа    | [ 32 ] |
| Hollywood Critics Association Film Awards                | 28 февраля 2022 | Лучшая оригинальная песня                                                                     | Номинация | [ 33 ] |
| Hollywood Music in Media Awards                          | 17 ноября 2021  | Best Original Song in a Feature Film                                                          | Победа    | [ 34 ] |
| Houston Film Critics Society Awards                      | 19 января 2022  | Лучшая оригинальная песня                                                                     | Номинация | [ 35 ] |
| Las Vegas Film Critics Society Awards                    | 13 декабря 2021 | Лучшая песня                                                                                  | Победа    | [ 36 ] |
| Latino Entertainment Journalists Association Film Awards | 6 марта 2022    | Лучшая песня для кинофильма                                                                   | Номинация | [ 37 ] |
| Music City Film Critics Association Awards               | 25 января 2022  | Лучшая оригинальная песня                                                                     | Победа    | [ 38 ] |
| North Carolina Film Critics Association Awards           | 5 января 2022   | Лучшая оригинальная песня                                                                     | Победа    | [ 39 ] |
| North Dakota Film Society Awards                         | 17 января 2022  | Лучшая оригинальная песня                                                                     | Победа    | [ 40 ] |
| Online Film & Television Association Awards              | 6 марта 2022    | Лучшая оригинальная песня                                                                     | Победа    | [ 41 ] |
| Phoenix Film Critics Society Awards                      | 13 декабря 2021 | Лучшая оригинальная песня                                                                     | Победа    | [ 42 ] |
| Satellite Awards                                         | 2 апреля 2022   | Лучшая оригинальная песня                                                                     | Номинация | [ 43 ] |
| Society of Composers & Lyricists Awards                  | 8 марта 2022    | Лучшая оригинальная песня, написанная для драматического или документального визуальных медиа | Победа    | [ 44 ] |
| Variety Hitmakers                                        | 3 декабря 2021  | Лучшая кинопесня года                                                                         | Победа    | [ 45 ] |

## Участники записи
По данным сайтов Tidal и 007.com.
- Билли Айлиш — вокал, автор
- Финнеас О’Коннелл — продюсер, автор, бас-гитара, перкуссия, фортепиано, синтезатор, вокальная аранжировка
- Stephen Lipson — продюсер
- Джонни Марр — гитара
- Matt Dunkley — оркестровая аранжировка
- Ханс Циммер — оркестровая аранжировка
- Rob Kinelski — микширование
- Casey Cuayo — звукоинженер по микшированию
- Eli Heisler — звукоинженер по микшированию
- John Greenham — мастеринг

## Чарты
| Чарт (2020)                            | Высшая позиция |
| -------------------------------------- | -------------- |
| Австралия (ARIA)                       | 4              |
| Австрия (Ö3 Austria Top 40)            | 2              |
| Бельгия/Фландрия (Ultratop 50)         | 3              |
| Бельгия/Валлония (Ultratop 50)         | 42             |
| Канада (Billboard Canadian Hot 100)    | 11             |
| Чехия (Singles Digitál Top 100)        | 1              |
| Европа, Euro Digital Songs (Billboard) | 1              |
| Финляндия (Suomen virallinen lista)    | 3              |
| Франция (SNEP)                         | 26             |
| Германия (GfK)                         | 5              |
| Мир (Billboard Global 200)             | 166            |
| Венгрия (Single Top 40)                | 1              |
| Венгрия (Stream Top 40)                | 1              |
| Ирландия (IRMA)                        | 1              |
| Италия (FIMI)                          | 25             |
| Нидерланды (Dutch Top 40)              | 15             |
| Нидерланды (Single Top 100)            | 3              |
| Новая Зеландия (Recorded Music NZ)     | 9              |
| Норвегия (VG-lista)                    | 3              |
| Шотландия (OCC Scotland)               | 1              |
| Словакия (Singles Digitál Top 100)     | 1              |
| Швеция (Sverigetopplistan)             | 3              |
| Швейцария (Schweizer Hitparade)        | 2              |
| Великобритания (OCC UK Singles)        | 1              |
| США (Billboard Hot 100)                | 16             |
| США Rolling Stone Top 100              | 4              |

## Сертификации
| Регион | Сертификация  | Продажи   |
| --- | ------------- | --------- |
| Австралия (ARIA) | 2× Платиновый | 140 000   |
| Австрия (IFPI Austria) | Платиновый    | 30 000    |
| Бразилия (ABPD) | 3× Платиновый | 120 000   |
| Канада (Music Canada) | 2× Платиновый | 160 000   |
| Дания (IFPI Danmark) | Платиновый    | 90 000    |
| Франция (SNEP) | Платиновый    | 200 000   |
| Германия (BVMI) | Золотой       | 200 000   |
| Италия (FIMI) | Золотой       | 35 000    |
| Новая Зеландия (RMNZ) | Платиновый    | 30 000    |
| Норвегия (IFPI Norway) | Золотой       | 30 000    |
| Польша (ZPAV) | 2× Платиновый | 100 000   |
| Португалия (AFP) | Платиновый    | 10 000    |
| Испания (PROMUSICAE) | Золотой       | 30 000    |
| Великобритания (BPI) | Платиновый    | 600 000   |
| США (RIAA) | Платиновый    | 1 000 000 |
| Стриминг |               |           |
| Греция (IFPI Greece) | Золотой       | 1 000 000 |
| Данные о продажах + прослушиваниях приведены только на основе сертификации. · Данные только о прослушиваниях приведены на основе сертификации. |               |           |

## История выхода
| Регион         | Дата            | Формат                     | Лейбл               | Ссылка        |
| -------------- | --------------- | -------------------------- | ------------------- | ------------- |
| Разные         | 14 февраля 2020 | Цифровые загрузки стриминг | Darkroom Interscope | [ 46 ] [ 90 ] |
| Австралия      | 14 февраля 2020 | Contemporary hit radio     | Universal           | [ 91 ]        |
| Италия         | 14 февраля 2020 | Contemporary hit radio     | Universal           | [ 92 ]        |
| Великобритания | 15 февраля 2020 | Contemporary hit radio     | Universal           | [ 93 ]        |